# Đánh giá lịch sử kế toán
Đánh giá lịch sử kế toán (Accounting History Review)  là mộttạp chí khoa học bình xét bao gồm toàn bộ  lịch sử kế toán được xuất bản bởi Routledge. Nó được gọi là Kế toán, Kinh doanh và Lịch sử Tài chính. Biên tập viên là Cheryl S. McWatters (Đại học Ottawa).
Tạp chí được tóm tắt và lập chỉ mục trong Lịch sử và Cuộc sống của ABC-Clio / Mỹ; ABI / Thông báo; Danh mục của Cabell; EBSCO (Nguồn doanh nghiệp, Nguồn kinh doanh Elite, Premier doanh nghiệp); Các bài tóm tắt lịch sử, IBSS (Thư mục Quốc tế về Khoa học Xã hội); IBZ (Tạp chí Văn học Định kỳ Quốc tế); Tạp chí Văn học Kinh tế (Econlit); KILÔGAM. Saur Verlag; OCLC ArticleFirst Database và OCLC FirstSearch Electronic Collections Online; Scopus; Swets Dịch vụ Thông tin; và Thomson Gale.